# Bovensmilde
Bovensmilde est un village situé dans la commune néerlandaise de Midden-Drenthe, dans la province de Drenthe. Le 1er janvier 2008, le village comptait 3 378 habitants.

## Personnalité liés à la commune
- Martijn Verschoor (1985-) cycliste néerlandais diabétique membre de l'équipe Team Type 1